# مقاطعة تشيتري
مقاطعة تشيتري هي مدينة، وتقسيمات بنما الإدارية، تتبع محافظة هيريرا، بلغ عدد سكانها 46٬191 نسمة، تبلغ مساحتها 12٫4 كيلومتر مربع.

## أعلام
- مارتين توريخوس
- خوان رامون سوليس